# マートン・フチョビッチ
マートン・フチョビッチ（Márton Fucsovics, ハンガリー語: Fucsovics Márton, 発音 [ˈfut͡ʃovit͡ʃ ˈmaːrton], 1992年2月8日 - ）は、ハンガリー・ニーレジハーザ出身の男子プロテニス選手。ATPランキング自己最高位はシングルス31位、ダブルス189位。これまでにATPツアーでシングルス2勝を挙げている。身長188cm。右利き、バックハンド・ストロークは両手打ち。

## 選手経歴

### ジュニア時代
5歳からテニスを始める。8歳のときには数歳年上の選手に勝てるほどの実力をつけていた。2003年には国際大会やNIKEジュニアツアーにも参戦して、デビスカップハンガリー代表にも選抜された。テニスだけではなくバスケットボールでも才能を発揮していたが、テニスの道を選んだ。18歳のときには2010年ウィンブルドン選手権ジュニア男子シングルスで優勝し、ジュニア世界ランキング1位となった。ユースオリンピックにもトップシードとして出場していた。

### 2016年 グランドスラム初出場

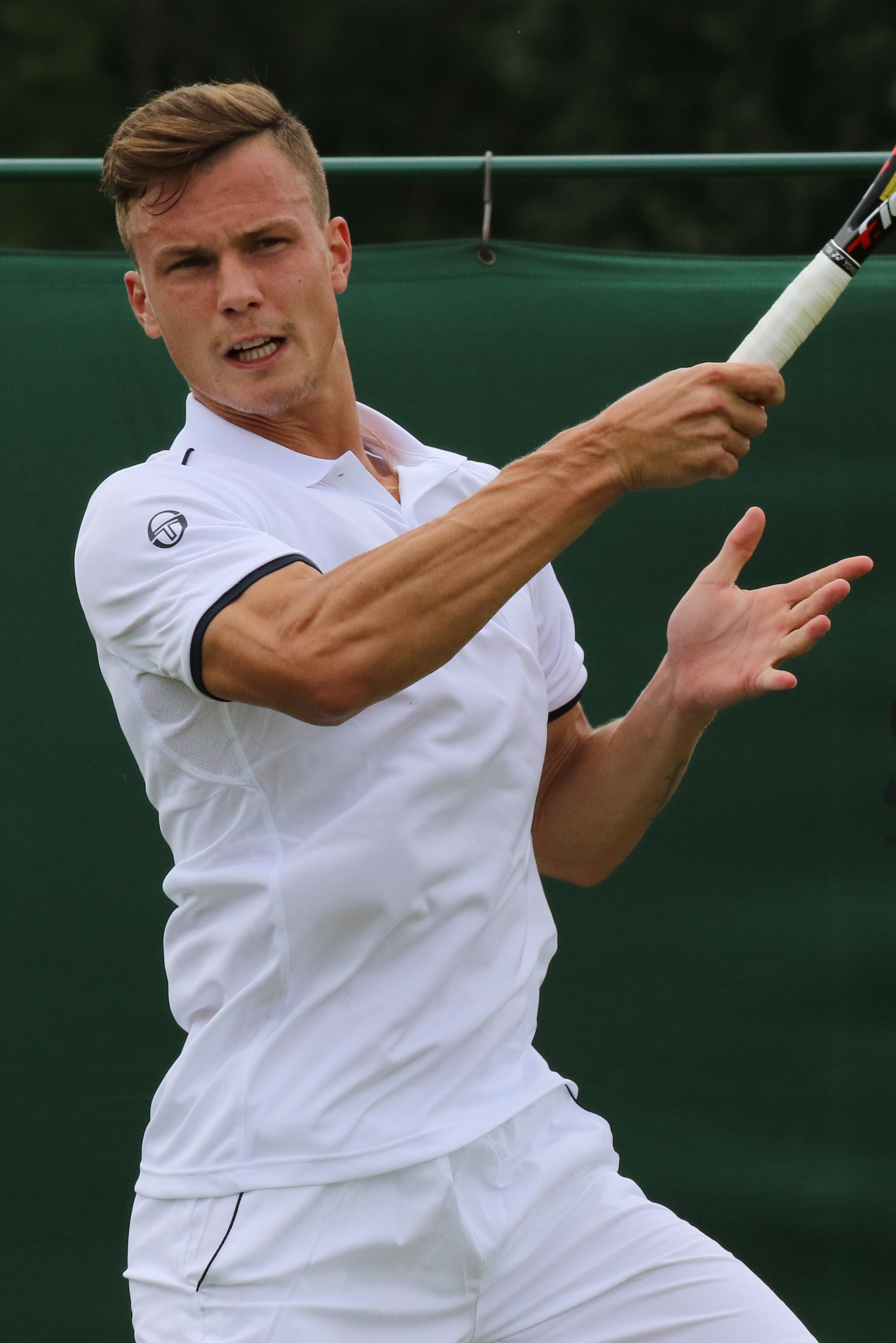
2016年ウィンブルドン選手権でのマートン・フチョビッチ

4大大会ではなかなか予選を突破することが出来なかったが2016年全米オープンで予選を勝ち上がり初出場した。1回戦でニコラス・アルマグロに 1-6, 4-6, 6-7で敗れた。年間最終ランキングは158位。

### 2018年 ツアー初優勝 トップ50入り
全豪オープンでは2回戦で第13シードのサム・クエリーを 6-4, 7-6(6), 4-6, 6-2 で破る殊勲を挙げ、4回戦進出。4回戦では昨年度覇者及び第2シードのロジャー・フェデラーに4-6, 6-7(3), 2-6で敗れた。BNPパリバ・オープンでは2回戦でマリン・チリッチに5-7, 3-6で敗れた。マイアミ・オープンではマクシミリアン・マーテラーに4-6, 4-6のストレートで初戦敗退。

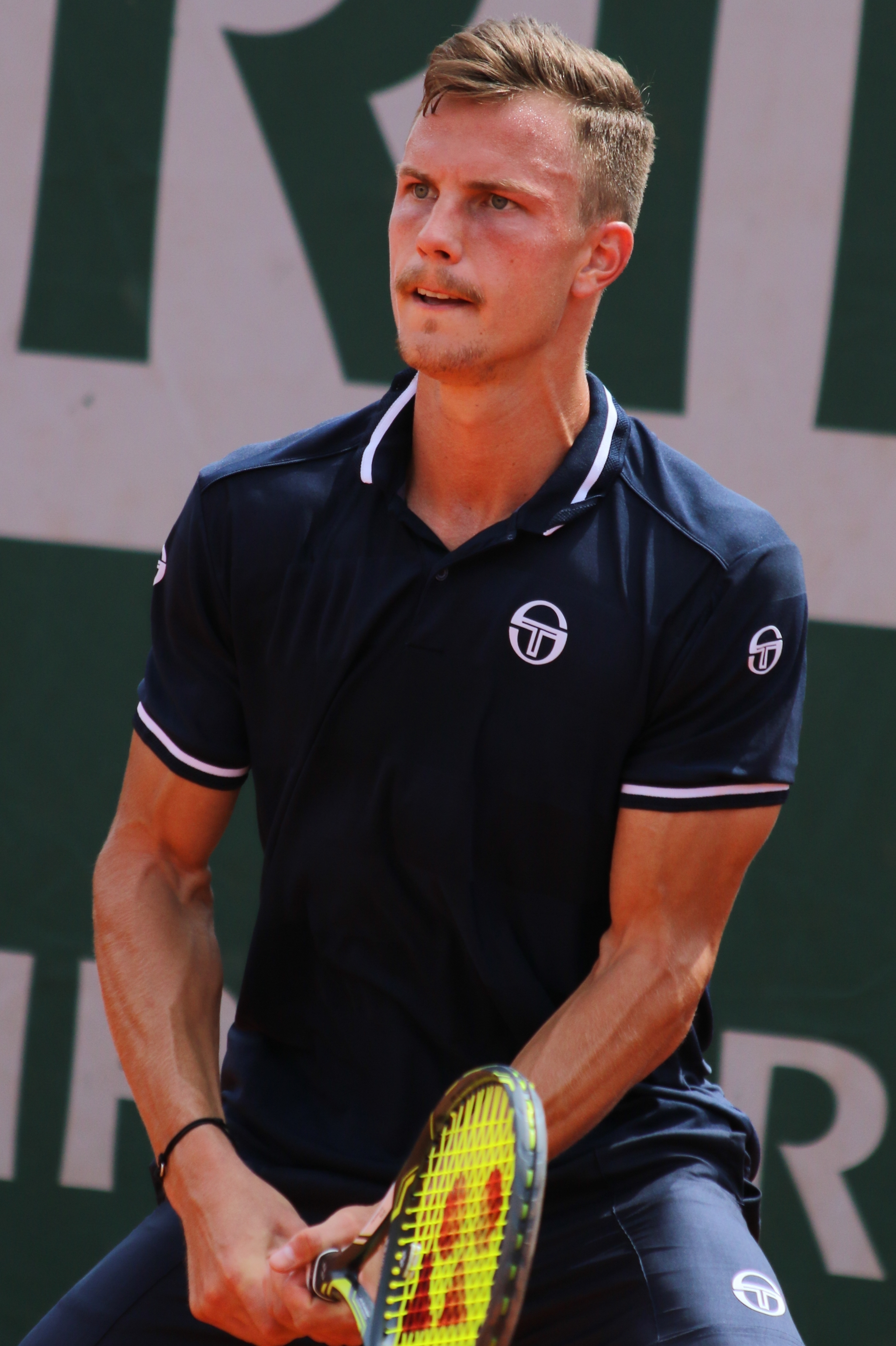
2018年全仏オープンでのマートン・フチョビッチ

5月のジュネーヴ・オープンで初のATPツアー決勝に進出。決勝でペーター・ゴヨフチクを 6–2, 6–2で破りツアー初優勝を果たした。全仏オープンでは1回戦でバセク・ポシュピシルをストレートで破るも、2回戦では第16シードのカイル・エドマンドに0-6, 6-1, 2-6, 3-6で敗れた。ウィンブルドン選手権では1回戦でジュリアン・ベネトーに5-7, 5-7, 3-6のストレートで初戦敗退。
ナショナル・バンク・オープンでは2回戦でスタン・ワウリンカに敗れた。ウエスタン・アンド・サザン・オープンの3回戦でもワウリンカに敗れた。全米オープンでは1回戦で第6シードのノバク・ジョコビッチに3-6, 6-3, 4-6, 0-6で敗れた。上海マスターズでは2回戦でゴヨフチクに敗退。パリ・マスターズでは1回戦でブノワ・ペールを6-4, 6-4で破るも、2回戦のファビオ・フォニーニ戦を前に棄権。年間最終ランキングは36位。

### 2019年 トップ35入り
全豪オープンでは2回戦でボルナ・チョリッチに敗退したが、2月のソフィア・オープンでは2回目のツアー決勝進出。決勝ではダニール・メドベージェフに敗れたが、世界ランキング自己最高31位を更新した。

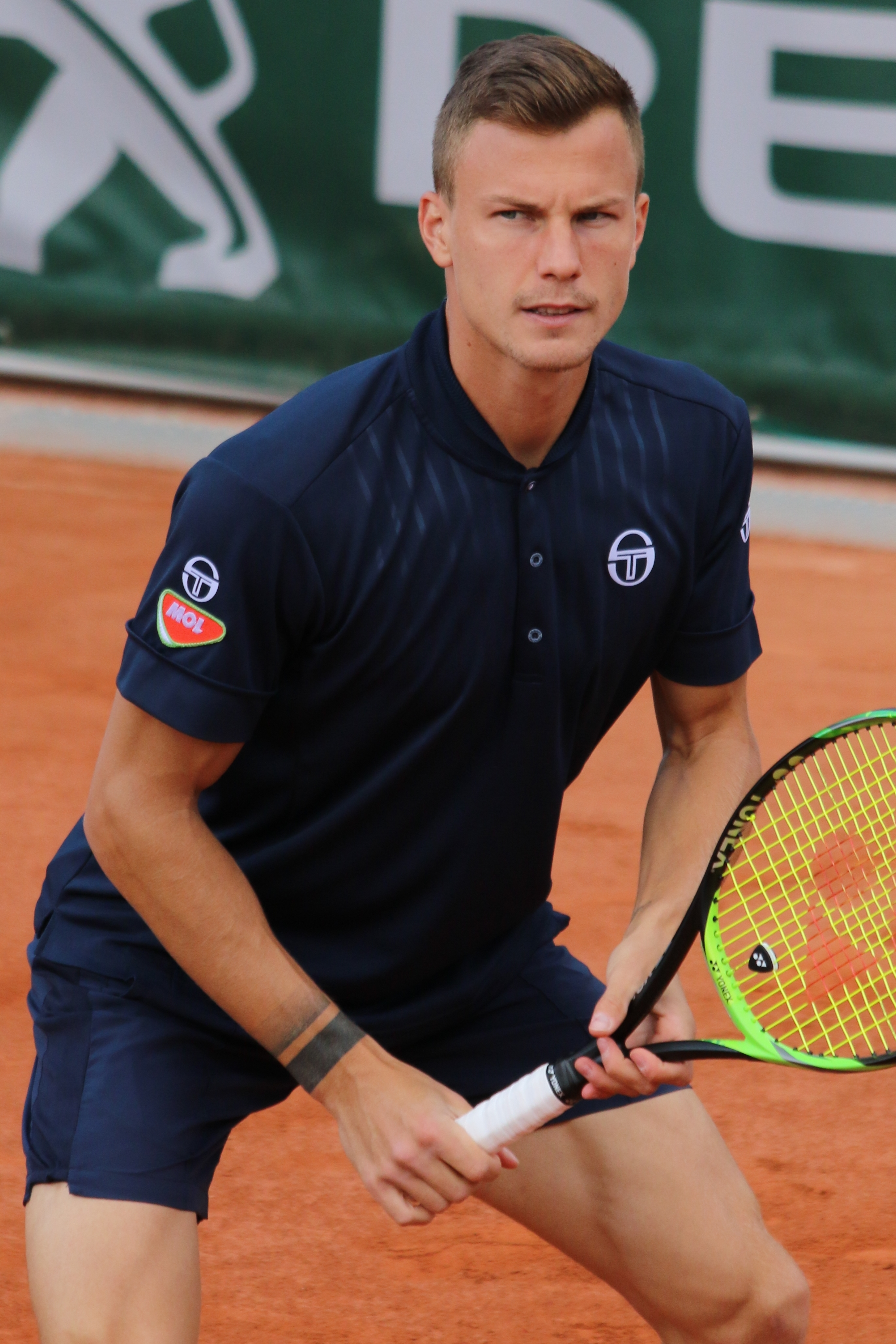
2019年全仏オープンでのマートン・フチョビッチ

全仏オープンではディエゴ・シュワルツマンに初戦敗退。ウィンブルドン選手権では2回戦でファビオ・フォニーニに敗退。全米オープンではニコロズ・バシラシビリに初戦敗退。年間最終ランキングは70位。

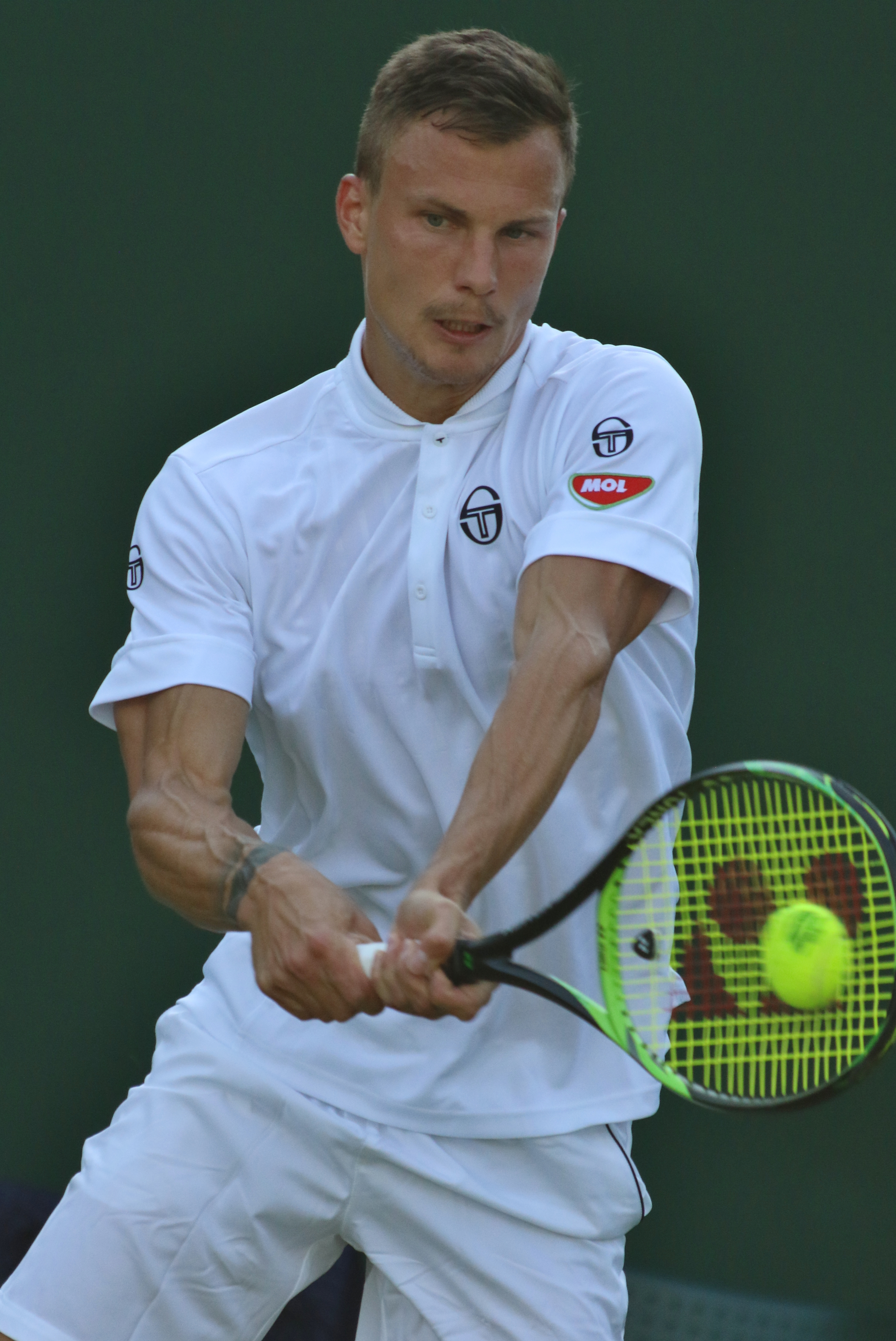
2019年ウィンブルドンでのマートン・フチョビッチ

### 2020年 グランドスラム4回戦進出
全豪オープンでは1回戦で第13シードのデニス・シャポバロフ、2回戦でヤニック・シナーらを下すも、4回戦では第3シードのロジャー・フェデラーに敗退。ウエスタン・アンド・サザン・オープンでは3回戦ではフランシス・ティアフォーにストレートで敗れた。全米オープンでは2回戦で第14シードのグリゴール・ディミトロフを破るも、3回戦ではフランシス・ティアフォーに敗れた。全仏オープンでは1回戦で第4シードのダニール・メドベージェフを破る白星を挙げ、大会初の4回戦進出。4回戦では第13シードのアンドレイ・ルブレフに敗れた。年間最終ランキングは55位。

### 2021年 ウィンブルドンベスト8
全豪オープンでは2回戦で第17シードのスタン・ワウリンカを破り、3回戦では第14シードのミロシュ・ラオニッチに敗れた。3月のABNアムロ世界テニス・トーナメントでは予選からATPツアー・500シリーズ初の決勝進出。決勝ではアンドレイ・ルブレフに敗れたが、世界ランキング50位までに復調。その後のカタール・エクソンモービル・オープンとドバイ・テニス選手権でも準々決勝でルブレフに敗れた。マイアミ・オープン2回戦でもルブレフに敗れた。BNLイタリア国際では3回戦まで進むもドミニク・ティエムに敗れた。全仏オープンでは2回戦で第27シードのファビオ・フォニーニにストレートに敗れたが、ノーシードで挑んだウィンブルドン選手権では1回戦で第19シードのヤニック・シナー、2回戦ではイジー・ベセリー(不戦勝)、3回戦で第9シードのディエゴ・シュワルツマン、4回戦で第5シードアンドレイ・ルブレフを破り、グランドスラムベスト8入りを果たすと同様にトップ10選手2人から勝ち星を挙げた。準々決勝では第1シードのノバク・ジョコビッチに敗れたが、世界ランキング40位台に復帰した。全米オープンでは1回戦でアンドレアス・セッピに初戦敗退。年間最終ランキングは40位。

### 2022年 チャレンジャー5勝目
全豪オープンでは1回戦でドゥシャン・ラヨビッチに3-6, 6-4, 1-6, 7-6(6), 1-6のフルセットで初戦敗退。BNPパリバ・オープンではマッケンジー・マクドナルドに初戦敗退。マイアミ・オープンではカルロス・アルカラスに2回戦で3-6, 2-6のストレートで敗退。

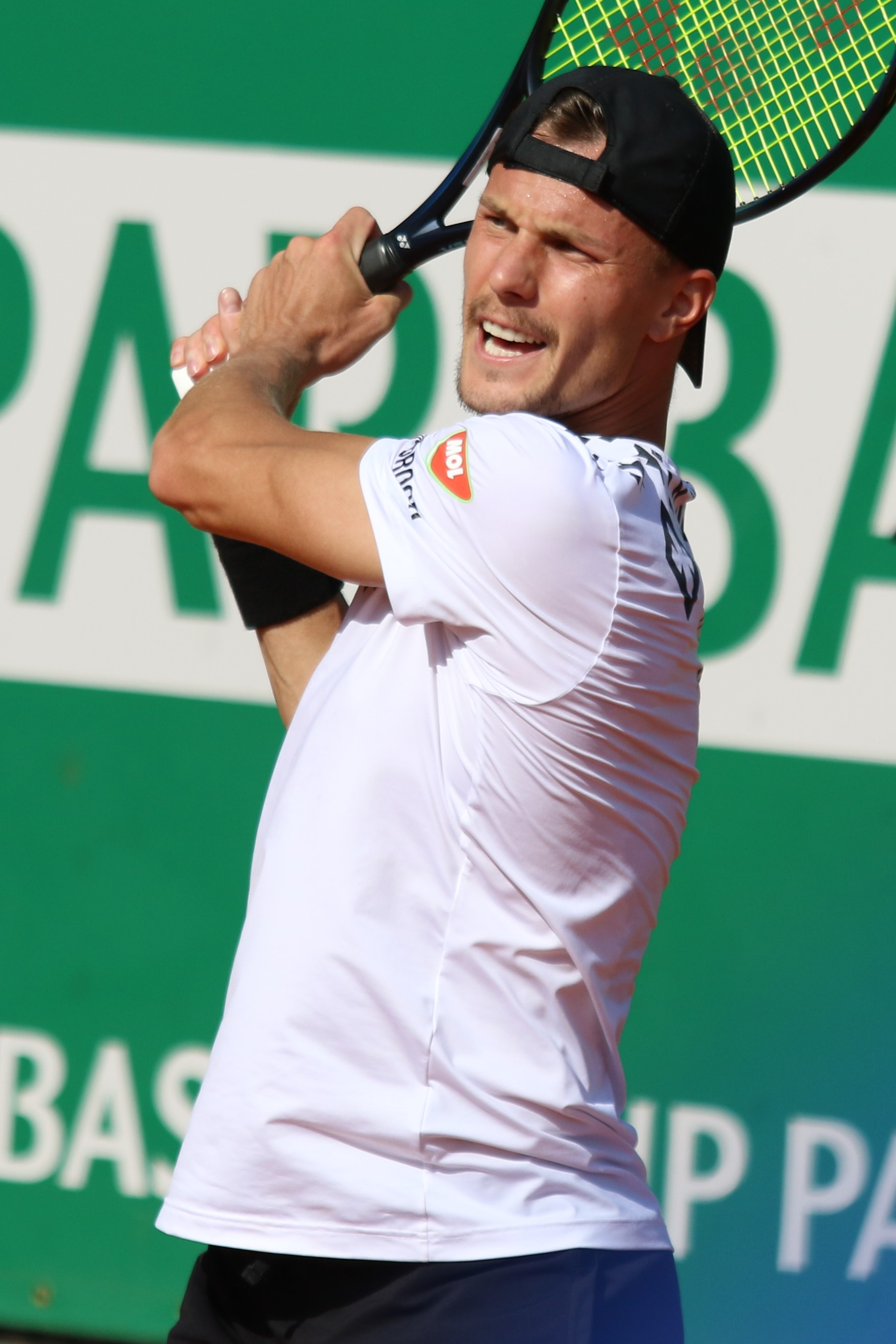
2022年モンテカルロ・マスターズでのマートン・フチョビッチ

モンテカルロ・マスターズでは2回戦でディエゴ・シュワルツマンに敗退。バルセロナ・オープンでは3回戦でキャメロン・ノーリーに敗れた。マドリード・オープンでは予選敗退。ローマ・マスターズでは予選2回戦で途中棄権。全仏オープンでは2回戦で第20シードのマリン・チリッチに6-4, 4-6, 2-6, 3-6に敗れた。
BMWオープンでは2回戦で第3シードのホベルト・ホルカシュにフルセットの熱戦を制するも、3回戦のニック・キリオス戦で途中棄権。ハレ・オープンでも1回戦のロベルト・バウティスタ・アグート戦でも途中棄権。ウィンブルドン選手権ではアレクサンダー・ブブリクに1-6, 2-6, 4-6のストレートで初戦敗退し、世界ランキング59位から97位まで下降した。
全米オープンでは1回戦でマキシム・クレッシーに6-7(4), 7-5, 5-1の時点で相手の途中棄権により、次戦に駒を進めが、2回戦でアレハンドロ・ダビドビッチ・フォキナに6-7(3), 7-5, 6-3, 0-6, 6-7(3)のフルセットの末に敗れた。ブラチスラヴァ・チャレンジャーでは優勝し、ATPチャレンジャーツアー5勝目を挙げた。年間最終ランキングは87位。

### 2023年 マスターズ4回戦進出
1月、キャンベラ・チャレンジャー決勝ではリアンドロ・リーディを破り、ATPチャレンジャーツアー6勝目を挙げた。全豪オープンではフェデリコ・コリアに4-6, 7-5, 2-6, 7-6(6), 2-6のフルセットの末に1回戦を制し、2回戦でロイド・ハリスを6-2, 6-3, 5-7, 6-4で勝利。3回戦ではヤニック・シナーに6-4, 6-4, 1-6, 2-6, 0-6の2セットアップからの逆転で3回戦で敗退した。
2月、南フランス・オープンでは2回戦のシナー戦を前に棄権した。
3月、BNPパリバ・オープンではマスターズ初の4回戦進出。4回戦では昨年度覇者テイラー・フリッツに4-6, 3-6のストレートで敗れたが、世界ランキング73位まで復調した。マイアミ・オープンでは2回戦でホルガ・ルーネに3-6, 5-7で敗退。
4月、モンテカルロ・マスターズではボーティック・ファン・デ・ザンスフルプに、マドリード・オープンではマルコ・チェッキナートにそれぞれ初戦敗退。
5月、ローマ・マスターズでは大会初の3回戦進出。3回戦でキャメロン・ノリーに敗れた。全仏オープンでは2回戦で第3シードのノバク・ジョコビッチにストレートで敗退。
6月、ボス・オープンでは1回戦でデニス・シャポバロフを3-6, 6-3, 6-4で、2回戦で呉易昺を6-4, 4-6, 6-4で下し、準々決勝ではテイラー・フリッツを6-4, 7-5で下して、準決勝進出するも、準決勝ではフランシス・ティアフォーに3-6, 6-7(11)で敗退。
7月、ウィンブルドン選手権では1回戦でタロン・フリークスポールを6-4, 6-2, 6-4、2回戦ではマルコス・ギロンを7-6(2), 6-3, 4-6, 6-4で破るも、3回戦では第3シードのダニール・メドベージェフに4-6, 6-3, 4-6, 4-6で敗退。
8月、ウエスタン・アンド・サザン・オープンでは予選敗退。全米オープンでは1回戦で第31シードのセバスチャン・コーダに7-6(4), 4-6, 7-6(1), 4-6, 6-4のフルセットで下して、2回戦ではリンキー・ヒジカタに1-6, 2-6, 1-6のストレートで敗れた。

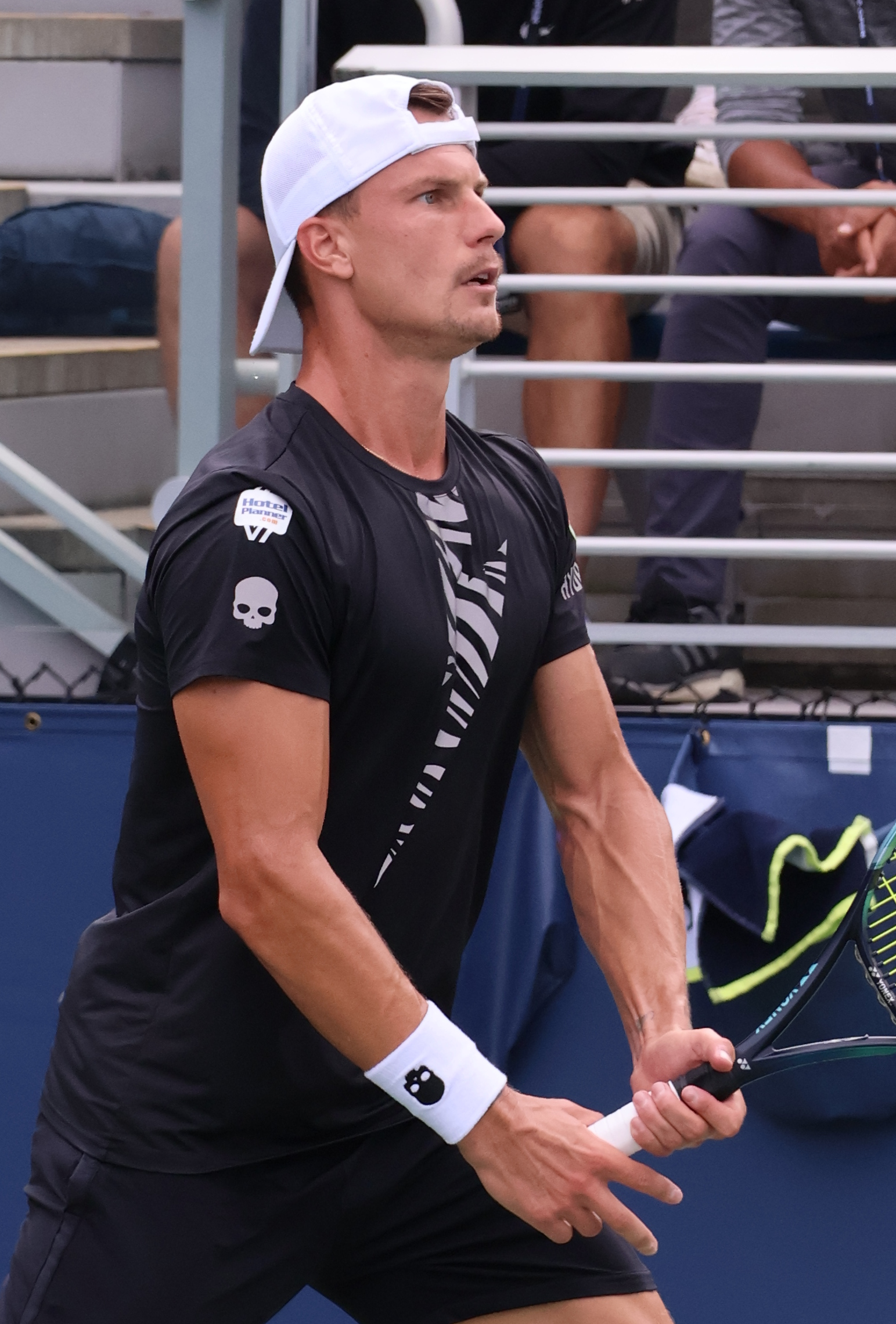
2023年全米でのマートン・フチョビッチ

9月、アスタナ・オープンではゼバスティアン・オフナーに6-2, 2-6, 3-6で初戦敗退。
10月、上海マスターズでは2回戦でフェリックス・オジェ＝アリアシムに7-6(3), 4-6, 6-3で破り、大会初の3回戦進出。3回戦ではフランシスコ・セルンドロに6-3, 4-6, 5-7で敗れた。パリ・マスターズではアレクサンダー・ズベレフに6-4, 5-7, 4-6で初戦敗退。
11月、ソフィア・オープンではベスト8入り。準々決勝ではパーヴェル・コトフに3-6, 6-7(3)のストレートで敗れた。年間最終ランキングは59位。

### 2024年 ツアー2勝目
全豪オープンでは第13シードのグリゴール・ディミトロフに6-4, 3-6, 6-7(1), 2-6の逆転で初戦敗退。4月のブカレスト・オープンでは決勝でマリアーノ・ナヴォーネを6-4, 7-5のストレートで倒し、2018年5月以来のツアー2勝目を挙げた。全仏オープンでは第9シードのステファノス・チチパスに6-7(7), 4-6, 1-6のストレートで初戦敗退。ウィンブルドン選手権ではマッテオ・ベレッティーニに6-7(3), 2-6, 6-3, 1-6で初戦敗退。全米オープンでは第32シードのイジー・レヘチカに6-1, 4-6, 3-6, 0-3の時点で途中棄権となり、初戦敗退。年間最終ランキングは91位。

## ATPツアー決勝進出結果

### シングルス: 2回 (2勝2敗)
| 大会グレード                    |
| グランドスラム (0–0)            |
| ATPファイナルズ (0–0)           |
| ATPツアー・マスターズ1000 (0–0) |
| ATPツアー500 (0–1)              |
| ATPツアー250 (2–1)              |

| サーフェス別タイトル |
| ハード (0–2)         |
| クレー (2–0)         |
| 芝 (0–0)             |
| カーペット (0–0)     |

| 結果   | No. | 決勝日        | 大会         | サーフェス     | 対戦相手                 | スコア        |
| ------ | --- | ------------- | ------------ | -------------- | ------------------------ | ------------- |
| 優勝   | 1.  | 2018年5月26日 | ジュネーヴ   | クレー         | ペーター・ゴヨフチク     | 6–2, 6–2      |
| 準優勝 | 1.  | 2019年2月10日 | ソフィア     | ハード（室内） | ダニール・メドベージェフ | 4–6, 3–6      |
| 準優勝 | 2.  | 2021年3月7日  | ロッテルダム | ハード（室内） | アンドレイ・ルブレフ     | 6–7(4–7), 4–6 |
| 優勝   | 2.  | 2024年4月21日 | ブカレスト   | クレー         | マリアーノ・ナヴォーネ   | 6-4, 7-5      |

## 成績
略語の説明
| W | F | SF | QF | #R | RR | Q# | LQ | A | Z# | PO | G | S | B | NMS | P | NH |

W=優勝, F=準優勝, SF=ベスト4, QF=ベスト8, #R=#回戦敗退, RR=ラウンドロビン敗退, Q#=予選#回戦敗退, LQ=予選敗退, A=大会不参加, Z#=デビスカップ/BJKカップ地域ゾーン, PO=デビスカップ/BJKカッププレーオフ, G=オリンピック金メダル, S=オリンピック銀メダル, B=オリンピック銅メダル, NMS=マスターズシリーズから降格, P=開催延期, NH=開催なし.

### グランドスラム
| 大会           | 2011 | 2012 | 2013 | 2014 | 2015 | 2016 | 2017 | 2018 | 2019 | 2020 | 2021 | 2022 | 通算成績 |
| -------------- | ---- | ---- | ---- | ---- | ---- | ---- | ---- | ---- | ---- | ---- | ---- | ---- | -------- |
| 全豪オープン   | A    | A    | A    | Q3   | Q2   | Q1   | Q1   | 4R   | 2R   | 4R   | 3R   | 1R   | 9–5      |
| 全仏オープン   | A    | A    | A    | Q1   | Q2   | Q2   | Q2   | 2R   | 1R   | 4R   | 2R   | 2R   | 6–5      |
| ウィンブルドン | Q2   | A    | Q1   | Q3   | Q3   | Q1   | 1R   | 1R   | 2R   | NH   | QF   | 1R   | 5–5      |
| 全米オープン   | A    | A    | Q1   | Q2   | Q2   | 1R   | 1R   | 1R   | 1R   | 3R   | 1R   | 2R   | 3–7      |
| 勝–敗          | 0–0  | 0–0  | 0–0  | 0–0  | 0–0  | 0–1  | 0–2  | 4–4  | 2–4  | 8–3  | 7–4  | 2–4  | 23–22    |

### 大会最高成績
| 大会                 | 成績 | 年         |
| -------------------- | ---- | ---------- |
| ATPファイナルズ      | A    | 出場なし   |
| インディアンウェルズ | 4R   | 2023       |
| マイアミ             | 3R   | 2021       |
| モンテカルロ         | 2R   | 2019, 2022 |
| マドリード           | 2R   | 2019       |
| ローマ               | 3R   | 2023       |
| カナダ               | 2R   | 2018       |
| シンシナティ         | 3R   | 2018, 2020 |
| 上海                 | 3R   | 2023       |
| パリ                 | 2R   | 2018, 2021 |
| オリンピック         | 1R   | 2021       |
| デビスカップ         | 1R   | 2018       |